# 尹国老
尹 国老（ユン・グンノ、朝鮮語: 윤국노/尹國老、1936年5月6日 - 1986年12月9日）は、大韓民国の政治家。第10・11・12代韓国国会議員。本貫は海平尹氏。

## 経歴
安養国民学校（現・三聖初等学校に合併）、安養中学校、養正高等学校を経て、慶熙大学校政経大学経済学科卒業。
民主共和党中央委員、社団法人韓国青年会議所地域社会開発分科委員長・中央会長、国際青年会議所アムステルダム世界総会韓国首席代表、韓国4H連盟始興・安養地区特別会員、韓国火薬株式会社代表理事、中小企業協同組合中央会理事、韓国プラスチック工業協同組合理事長などを務めた。1979年の第10代総選挙に民主共和党の公認で立候補して初当選し、国会で経済・科学常任委員、民主共和党青少年対策委員長などを務めた。1981年の第11代総選挙に民主正義党の公認で立候補して再選し、国会でJC（韓国青年会議所）議員同友会会長、民正党院内首席副総務などを務めた。1985年の第12代総選挙に同党の公認で立候補して3選、国会商工委員長を務めた。
1986年12月9日、持病により在任中で死去した。50歳没。